# Сасько Олексій Вікторович
Сасько́ Олексі́й Ві́кторович (17 жовтня 1970 — 21 грудня 1992, Дніпропетровськ (нині Дніпро), Україна) — радянський та український футболіст, що виступав на позиції захисника та півзахисника. Відомий завдяки виступам у складі дніпропетровського «Дніпра». Майстер спорту СРСР (1990). Трагічно загинув у автокатастрофі.

## Життєпис
Олексій Сасько — вихованець дніпропетровського спортінтернату, де його тренером був Ігор Вітрогонов. Дебютував у основному складі «Дніпра» 22 квітня 1990 року в поєдинку з одеським «Чорноморцем», вийшовши на 74-ій хвилині на заміну замість Юрія Гудименка. Наступного сезону став одним з основних гравців клубу, провівши у останньому чемпіонаті СРСР 22 матчі. У першому чемпіонаті України здобув разом з командою бронзові нагороди.
21 грудня 1992 автокатастрофа забрала життя одразу двох молодих українських футболістів — київського динамівця Степана Беци і гравця «Дніпра» Олексія Сасько. Перше коло українського чемпіонату підійшло до кінця, футболісти були у відпустці, і Степан вирішив з'їздити до Дніпропетровська. Як зазначав пізніше у своєму інтерв'ю Володимир Шаран, вони виїхали з Києві на двох машинах, проте Шаран завернув у бік Кривого Рогу, а Беца й Сасько поїхали до Дніпропетровська. Через деякий час зателефонувала дружина Степана і повідомила, що він у реанімації, а Олексій Сасько загинув безпосередньо на місці події. За деякими даними аварія сталася через те, що авто на швидкості близько 120 км/год потрапило на зледенілу ділянку дороги, водій не впорався з керуванням і в'їхав у дерево.

## Досягнення
Командні трофеї
- Бронзовий призер чемпіонату України (1): 1992
- Брав участь у «срібному» (1992/93) сезоні «Дніпра», однак провів замало матчів для отримання медалей
- Фіналіст Кубка федерації футболу СРСР (1): 1990

Індивідуальні досягнення
- Майстер спорту СРСР (1990)